# Leuk voor later
Leuk voor later is een studioalbum van Gerard Cox. Het was 1990 even stil rond Gerard Cox op audiogebied. Hij schreef en maakte de comedyserie Vreemde praktijken. Pas na drie jaar verscheen er een nieuw album Leuk voor later. Het album verkocht maar matig. Het viel echter met een Edison wel in de vakprijzen.

## Muziek
| Nr. | Titel                                               | Duur |
| --- | --------------------------------------------------- | ---- |
| 1.  | Zo verdrietig                                       | 3:38 |
| 2.  | Met z'n tweeën (Robert Long)                        | 3:27 |
| 3.  | Straatarm oud (Bert Nicodem, Cox)                   | 3:39 |
| 4.  | Snuiven (Bert Nicodem, Cox)                         | 3:06 |
| 5.  | Begrafenis                                          | 2:34 |
| 6.  | De zinloosheid van het bestaan (Bert Nicodem, Cox)  | 2;14 |
| 7.  | Zelfportret                                         | 0:35 |
| 8.  | Die ander (Bert Nicodem, Cox)                       | 3:45 |
| 9.  | Pieter Goudhaan                                     | 2:22 |
| 10. | Kom nou maar naar huis (Bert Nicodem, Cox)          | 2:02 |
| 11. | Leuk voor later                                     | 3:00 |
| 12. | Want het is niet goed (Jan Boerstoel, Bert Nicodem) | 3:23 |
| 13. | Nooit meer weg                                      | 4:31 |
| 14. | Boerenkool/kaviaar (traditional, Gerard Cox)        | 2:20 |
| 15. | Kwatrijn                                            | 1:46 |

### Album top 100
| Positie: | 99 | 76 | 67 | 79 | uit |